# 迪戈加西伊瓦拉市

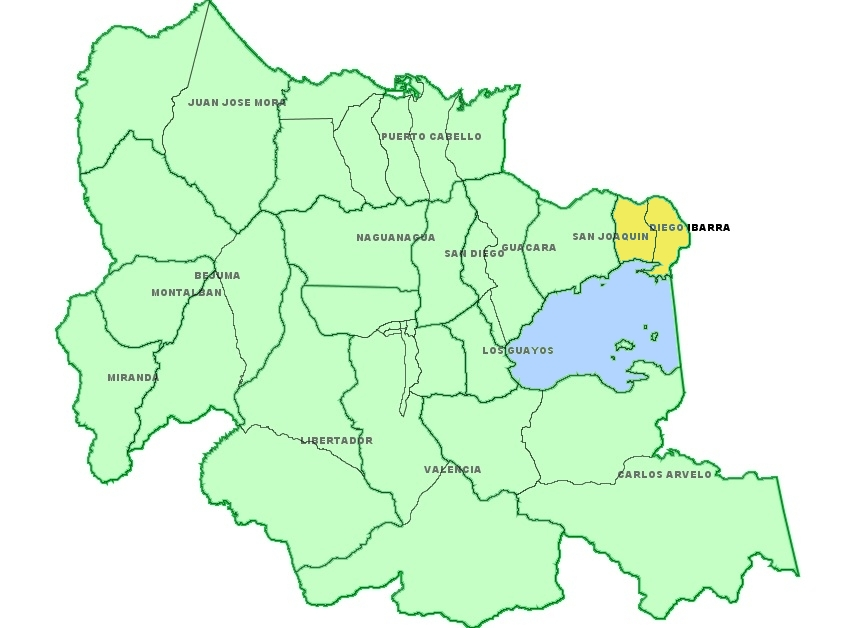

迪戈加西伊瓦拉市（西班牙語：Municipio Diego Ibarra），是委內瑞拉的一個市，位於該國北部卡拉波波州，首府設於馬里亞拉，始建於1781年，面積79平方公里，2007年人口110,131，人口密度為每平方公里1,400人。